# 佐娅·齐奥塞斯库
佐娅·齐奥塞斯库（羅馬尼亞語：Zoia Ceauşescu；1949年2月28日—2006年11月20日），罗马尼亚数学学者，是尼古拉·齐奥塞斯库和埃列娜·齐奥塞斯库的女儿。1989年罗马尼亚革命时期，与家人一起被捕。1990年8月被释放。